# Curse of the Golden Flower
Curse of the Golden Flower (vereenvoudigd Chinees: 满城尽带黄金甲; traditioneel Chinees: 滿城盡帶黃金甲; pinyin: Mǎnchéng Jìndài Huángjīnjiǎ) is een Chinese dramafilm uit het jaar 2006 geregistreerd door Zhang Yimou. De film was China's inzending voor de Oscars en was genomineerd voor de kostuums. Met een budget van $45 miljoen is het de duurste Chinese film die tot nu toe is gemaakt.
Curse of the Golden Flower is gebaseerd op het toneelstuk Onweer van Cao Yu en kent een Shakespeareaanse verhaallijn, en kan gezien worden als het Chinese equivalent van het stuk Hamlet, behalve dat in deze film de jongste zoon zijn vader wil vermoorden en de oudste het met zijn zusje en met zijn stiefmoeder doet.

## Verhaal
Het verhaal speelt zich af in de Verboden Stad tijdens de Tang-dynastie (een dichterlijke vrijheid van de regisseur, daar de Verboden Stad pas 700 jaar na de Tang-dynastie gebouwd wordt). Aan de vooravond van het Chongyangfestival (Chrysantenfestival) meldt Chan, de dochter van de lijfarts, aan Wan, de kroonprins, dat de keizerin langzaam vergiftigd wordt. Dit blijkt in opdracht van de keizer te gebeuren omdat hij ontdekt heeft dat zijn vrouw vreemdgaat.

## Rolverdeling
- Chow Yun-Fat - Keizer Ping
- Gong Li - Keizerin Phoenix
- Jay Chou - Prins Jai
- Liu Ye - Kroonprins Wan
- Qin Junjie - Prins Yu
- Ni Dahong - De keizerlijke dokter
- Jin Chen - De vrouw van de keizerlijke dokter
- Li Man - Chan (de dochter van de dokter)